# بنخامین مالدونادو
بنخامین مالدونادو (اسپانیایی: Benjamin Maldonado‎؛ زادهٔ ۱۳ مهٔ ۱۹۲۸ - درگذشته نامشخص) بازیکن فوتبال اهل بولیوی بود.
وی همچنین در تیم ملی فوتبال بولیوی بازی کرده‌است.